# Anninsaari (ö i Kajanaland)
Anninsaari eller Lehmisaari är en ö i Finland. Den ligger i sjön Lentua och i kommunen Kuhmo i den ekonomiska regionen  Kehys-Kainuu  och landskapet Kajanaland, i den centrala delen av landet, 500 km nordost om huvudstaden Helsingfors. Öns area är 5,1 hektar och dess största längd är 380 meter i öst-västlig riktning.